# 瓦曼里派科山 (皮圖馬卡區)
13°47′39″S 71°03′21″W / 13.79417°S 71.05583°W

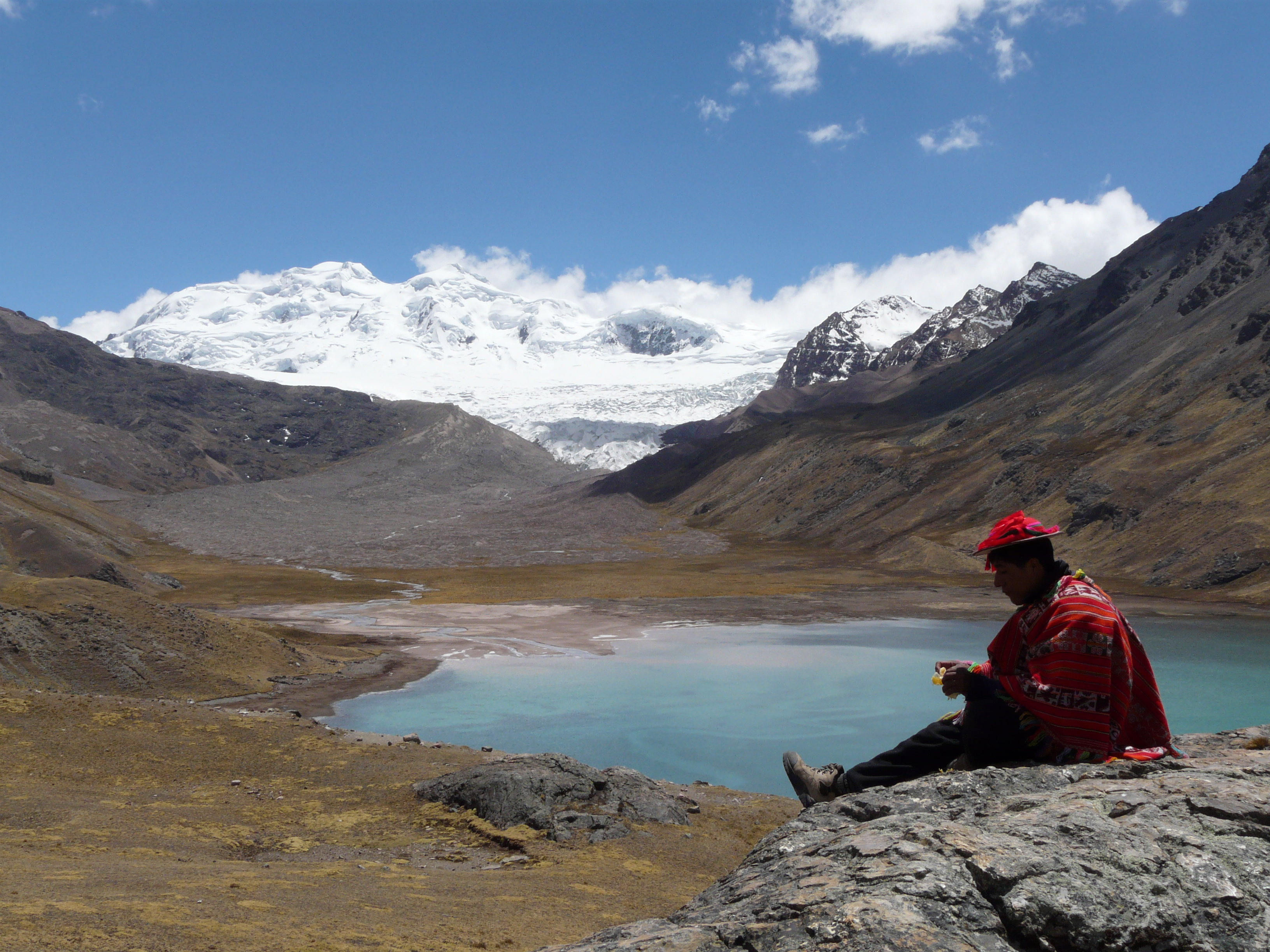

瓦曼里派科山（Huamanripayco），是秘魯的山峰，位於該國東南部庫斯科大區，由坎奇斯省的皮圖馬卡區負責管轄，屬於韋爾卡努塔山脈的一部分，海拔高度約5,200米。